# Долубурун
Долубурун (на гръцки: Μύτικας, Митикас) е село в Гърция, разположено на територията на дем Гюмюрджина (Комотини), област Източна Македония и Тракия.

## География
Селото е разположено на южните склонове на Родопите, на североизток от Гюмюрджина.

## История
Към 1942 година в Долубурун живеят 125 помаци. Според Патриарх Кирил през 1943 година в селото има 30 домакинства и 162 жители – помаци.